# Eastville (Virginia)
Eastville è un comune degli Stati Uniti d'America, situato nello Stato della Virginia, nella contea di Northampton, della quale è il capoluogo.